# Santa Maria del Vilosell
L'església de Santa Maria es troba a la part alta del nucli del Vilosell. És un edifici d'origen romànic però que ha sofert múltiples transformacions al llarg dels temps, entre les quals hi ha la desaparició de l'absis semicircular primitiu i el trasllat de l'accés del mur de migdia al mur de ponent. És d'una sola nau coberta amb volta de canó lleugerament apuntada amb l'afegit de capelles a banda i banda. Podem diferenciar aquesta part més antiga, d'un moment romànic, de la més recent, barroca, ja que es tracta de volta de canó i arcs torals. Als peus s'hi bastí el cor. Al costat de l'evangeli hi ha la capella del santíssim amb un gran mural pintat després de la guerra civil (1936-1939) per un artista de la Granadella. El parament murari és a base de carreus de pedra ben escairats i de grans dimensions deixats a la vista. En la restauració s'ha recuperat l'arquivolta exterior de la portalada original que resta tapada amb una vidriera. Pel que fa a la façana exterior, respon a la segona campanya constructiva del segle xviii. La façana és força austera, llisa totalment a excepció de l'entrada. Es tracta d'una porta d'arc de mig punt amb falses pilastres acanalades, sobre seu un entaulament mixtilini que està rematat amb un nínxol que reprodueix l'estructura de la portada amb la figura de la Verge. Té una torre campanar de secció poligonal a la part dreta dels peus. Les cobertes són a dues aigües de teula àrab.